# Kambaksh

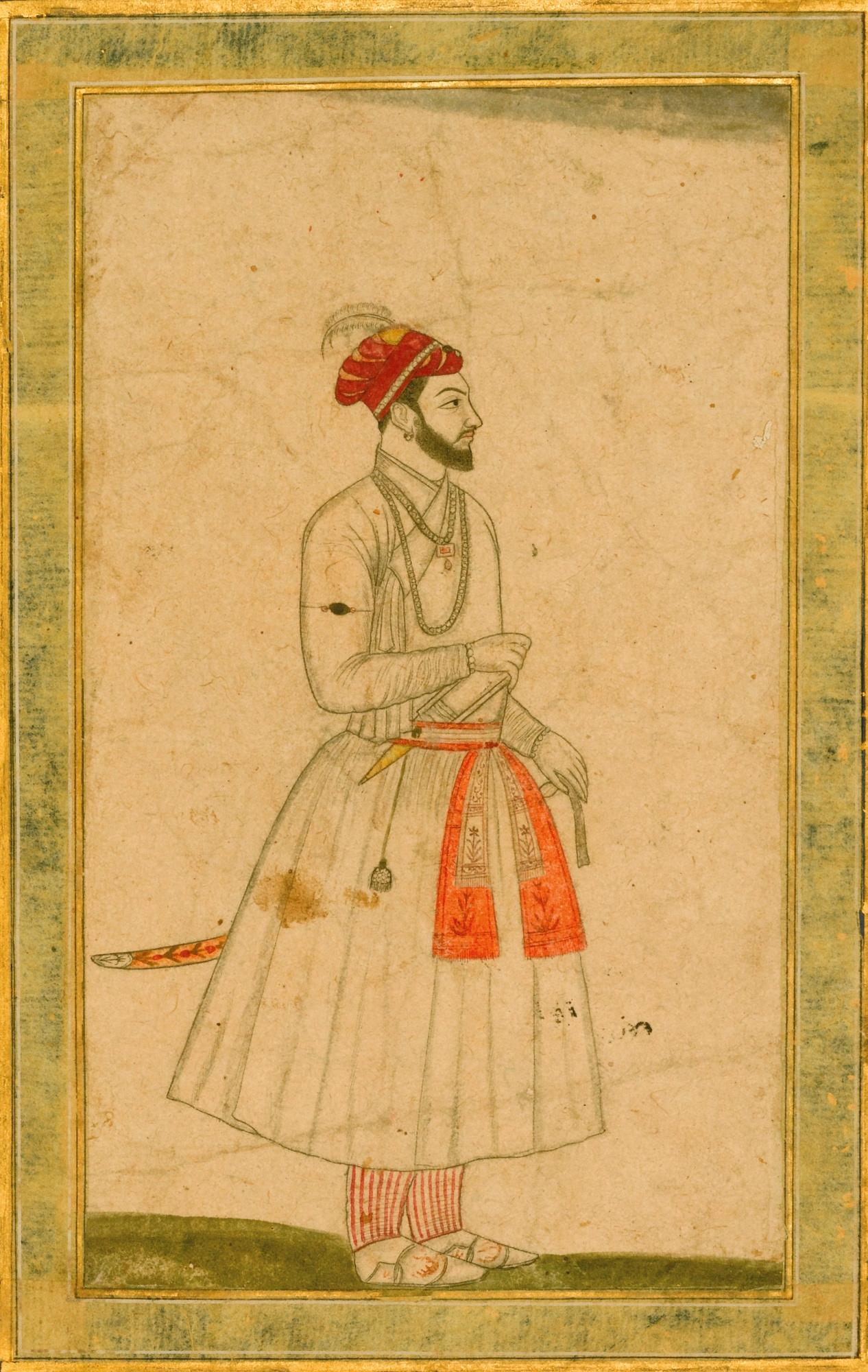
Porträt von Prinz Muhammad Kam Baksh

Muhammad Kam Baksh (geboren 6. März 1667 in Delhi; gestorben 14. Januar 1709 in Hyderabad) war Prinz des nord-indischen Mogulreiches.

## Biografie
Kambaksh war der jüngste Sohn von Mogul Aurangzeb Alamgir mit seiner Konkubine. Im Februar 1707, d. h. kurz vor seinem Tod, beschloss Aurangzeb, da er Thronkämpfe befürchtete, Muhammad Azam Shah nach Malwa und seinen Stiefbruder Kambaksh nach Bijapur zu entsenden. Wenige Tage später starb er und Azam Shah, der sich nicht an Aurangzebs Anweisungen gehalten hatte, ernannte sich zum Herrscher über das Mogulreich. Kambaksh dagegen eroberte wie von Aurangzeb befohlen Bijapur. Im Juni 1707 wurden Azam Shah und sein Sohn jedoch von seinem anderen Stiefbruder Qutb ud-Din Muhammad Mu'azzam, dem späteren Großmogul Bahadur Shah I. in der Nähe von Agra in einer Schlacht besiegt und getötet. Kambaksh erhob nun ebenfalls Anspruch auf den Thron. Im nachfolgenden Bürgerkrieg kam es am 13. Januar 1709 zur Schlacht bei Hyderabad. Kambaksh unterlag und wurde tödlich verwundet. Er starb am nächsten Tag in Hyderabad und wurde in Delhi begraben.